# نرم‌مرجانان
نرم‌مرجانان (نام علمی: Alcyoniidae) نام یک تیره از راسته مرجان نرم است.